# Якорудски кооперативен вестник
„Якорудски кооперативен вестник“ е български вестник, излизал от 14 април 1927 до 31 януари 1929 година в Якоруда, България.
Вестникът е издание на Якорудската популярна банка, Разложка околия. Издава се на края на всяко тримесечие и се урежда от редакционен комитет. Печата се в тираж 1000 броя в печатницата на Цветан Радулов в Пазарджик и в печатница „Съгласие“ в София.
| Годишнина | Броеве | Дата                            |
| --------- | ------ | ------------------------------- |
| I         | 1 – 3  | 14 април 1927 – ? 1927          |
| III       | 4 – 8  | 16 януари 1928 – 31 януари 1929 |